# Traslado de la corte portuguesa a Brasil
El traslado de la corte portuguesa a Brasil (en portugués: Transferência da corte portuguesa para o Brasil) fue un episodio en la historia de Portugal y Brasil donde la familia real lusitana, encabezada por la reina María I de Portugal y el príncipe regente el futuro Juan VI de Portugal junto con toda la corte establecida en Lisboa (cerca de 15 000 personas entre civiles y militares) huyeron a la colonia portuguesa de Brasil en 1807 para escapar a las tropas de Napoleón Bonaparte y españolas que penetraban en Portugal en virtud del Tratado de Fontainebleau. De hecho, la sede de la Casa de Braganza quedó en Río de Janeiro desde el 7 de marzo de 1808 hasta el 26 de abril de 1821.
Semejante situación implicaba que todo el imperio colonial portugués era gobernado desde una de las colonias, Brasil, por lo que dicho territorio quedó elevado a una situación legal y administrativa igual a la de su metrópoli invadida por tropas extranjeras.

## Antecedentes

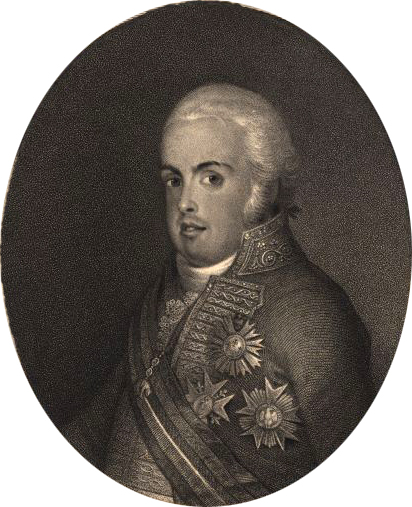
El príncipe regente don Juan en 1804.

En 1807 Portugal era un país aliado de Gran Bretaña en contra de Francia (ya gobernada por Napoleón Bonaparte) y de España (regida por el monarca Carlos IV pero aliada con los franceses). En virtud de la alianza franco-española, Napoleón I llegó a un acuerdo con el favorito de los reyes de España, Manuel Godoy, para que tropas francesas invadieran Portugal transitando por territorio español; a cambio de ello, se otorgarían territorios portugueses a España. Este plan era en realidad una ejecución del Tratado de Tilsit celebrado en julio de 1807 entre Francia y Rusia, por el cual Napoleón Bonaparte disponía su voluntad de extinguir las dinastías de Borbón en España y de Braganza en Portugal, imponiendo a ambos países monarcas de la familia de Napoleón.
En ejecución de la "alianza franco-española" pactada entre Godoy y Napoleón, los embajadores de ambos países en Lisboa entregaron un mensaje en 12 de agosto de 1807 a la corte portuguesa: Francia reclamaba que Portugal se adhiriese al Bloqueo Continental ordenado por Napoleón Bonaparte (suprimiendo todo comercio con los británicos) y declarar la guerra a Gran Bretaña, arrestando a sus súbditos domiciliados en suelo portugués. 
Ante ello en la corte de Lisboa se discutieron dos opciones: aceptar las exigencias de Napoleón e integrarse al bloqueo continental (posición defendida por el ministro Antonio de Araújo e Azevedo) o pedir ayuda a Gran Bretaña y retirar la sede del gobierno portugués a Brasil para evitar la invasión francesa (alternativa postulada por el ministro Rodrigo de Sousa Coutinho, conde de Linhares). Triunfó la opinión de Araújo e Azevedo y de inmediato Sousa Coutinho fue cesado, aceptando el rey Juan VI de Portugal el Bloqueo Continental.
No obstante, a mediados de octubre llegó a Lisboa la noticia que Carlos IV de España permitía libre paso a las tropas francesas por suelo español, y de inmediato éstas atravesaron los Pirineos en dirección a Portugal. En simultáneo se conocía que Francia había requerido a la corte española el arresto del príncipe heredero Fernando de Asturias, enemigo de Manuel Godoy y opositor a la política francesa, causando en Lisboa el temor a un efectivo destronamiento de la casa de Braganza del trono portugués por obra de las tropas napoleónicas. 
En absoluta inferioridad numérica, y ante la hostilidad española, era evidente que Portugal no podría resistir mucho tiempo el masivo ataque francés y entonces el rey Juan VI buscó demorar el arribo de las tropas francesas mediante maniobras diplomáticas dilatorias, mientras en simultáneo pedía ayuda urgente a Gran Bretaña para resistir a los franceses de alguna manera. 
La oferta del gobierno británico consistía en que Portugal se manifestase en contra del Bloqueo Continental ordenado por Napoleón Bonaparte y continuara comerciando con Gran Bretaña, pues en caso contrario la marina de guerra británica destruiría la flota portuguesa anclada en Lisboa (al igual que habían hecho con la flota danesa en agosto y setiembre del mismo año en la Segunda Batalla de Copenhague), lo cual significaba aniquilar el comercio internacional portugués así como suprimir la comunicación de Portugal con su muy rico imperio colonial (del cual dependía la subsistencia de la metrópoli). 
Juan VI era consciente de que Portugal no podría resistir militarmente una invasión conjunta franco-española, ni podría permitir la destrucción de su flota de la cual dependía el comercio con el imperio colonial, y pidió entonces ayuda a Gran Bretaña para que la corte lusitana huyera a Brasil y el mismo 20 de noviembre el rey decidió que toda la corte se preparase para salir de Lisboa, dando por válida la idea que meses antes había sugerido Rodrigo de Sousa Coutinho. Ideas de trasladar la corte portuguesa a Brasil en caso de "grave peligro" existían en Portugal desde el siglo XVII pero no habían pasado de análisis teóricos, sin formular un proyecto efectivo para ejecutar tal traslado; la amenaza de una invasión francesa a gran escala forzó a que Juan VI tornara en plan auténtico la antigua propuesta de "mudanza a Brasil".
En realidad Juan VI aún era propiamente sólo príncipe regente del reino portugués en tanto su madre María I de Portugal vivía, pero la anciana reina sufría demencia avanzada desde hacía años y no participaba en el gobierno. Para este plan de evacuación, Juan VI contaba con el apoyo naval de Gran Bretaña, quien finalmente remitió buques para auxiliar en el traslado.

## La huida a Brasil

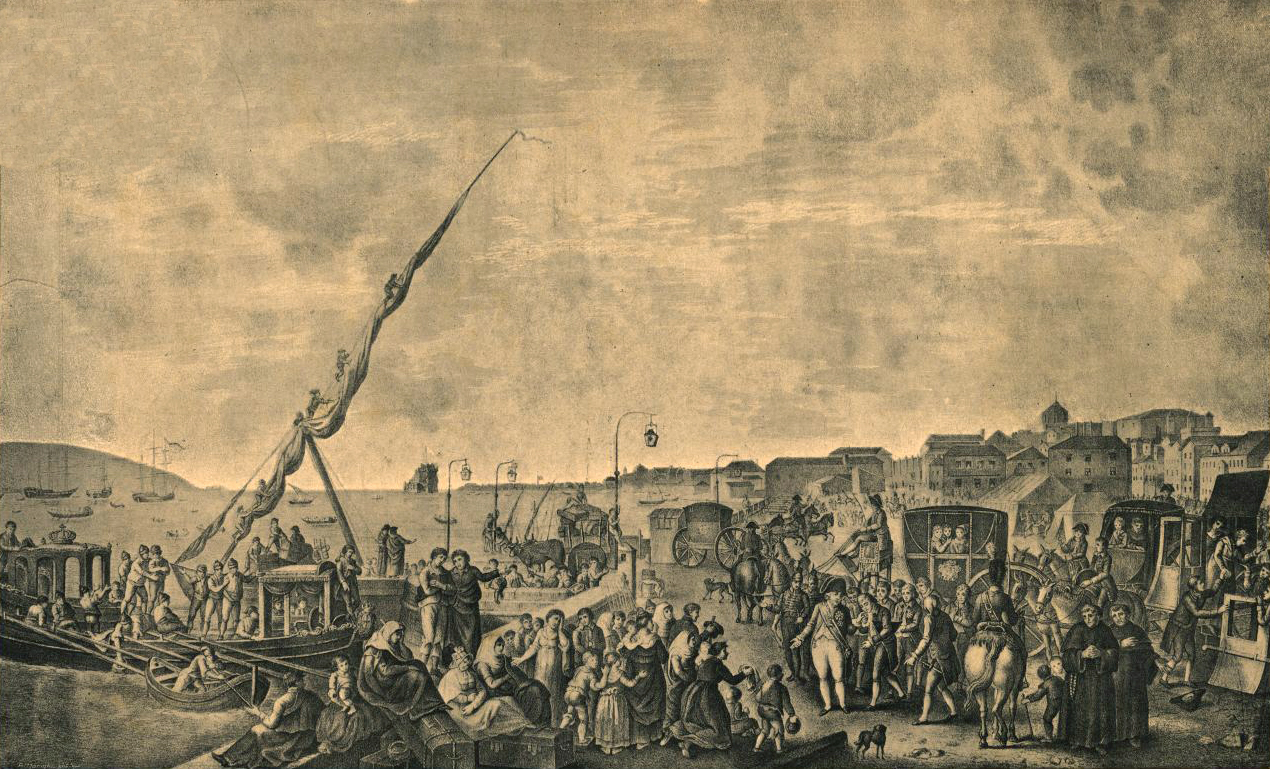
Embarque de la Corte de Portugal en el puerto de Lisboa el 29 de noviembre de 1807.

Juan VI logró que el traslado de la corte portuguesa fuera protegido por buques de la Marina Real Británica y de la pequeña flota de guerra portuguesa, dando órdenes para una evacuación masiva mientras tanto desde el 27 de noviembre los barcos recibían en los muelles lisboetas a la corte, toda la familia real, aristócratas y funcionarios, archivos, documentos, bibliotecas (incluyendo la mayor parte de la Biblioteca Nacional de Portugal), grandes cantidades de oro y plata, amplias colecciones de arte, y posesiones valiosas de la Casa de Braganza. Pese a la premura del tiempo, al desorden de los funcionarios, y la sorpresa y temor del pueblo, la evacuación logró ejecutarse oportunamente.
Finalmente el 29 de noviembre, tras esperar vientos favorables por dos días, la corte partió de Lisboa en docenas de navíos portugueses, escoltados por buques británicos, cuando los franceses ya se acercaban a la capital, que ocupaban por completo apenas al día siguiente de la partida. El 5 de diciembre, a medio camino entre Lisboa y la isla de Madeira, la mayor parte de la flota británica volvió a aguas europeas mientras sólo cuatro buques quedaban para escoltar hasta Brasil a la corte lusitana. La travesía resultó difícil y sacrificada para los casi 15 000 evacuados portugueses, al vivir incómodos y hacinados en barcos durante varias semanas.
Juan VI y la familia real llegaron a Salvador de Bahía el 22 de enero de 1808 y de inmediato se emitió en dicha ciudad un real decreto abriendo el comercio entre los puertos del Brasil y «los de las naciones amigas», lo cual en la práctica significaba dar dicho privilegio casi exclusivamente en beneficio de Gran Bretaña, único país de la coalición antinapoleónica que poseía una flota comercial capaz de comerciar con Brasil. 
La apertura del comercio portuario era necesaria para la monarquía portuguesa con el fin de asegurarse el crucial apoyo de Gran Bretaña, aunque aumentaba la dependencia de la nueva corte hacia los británicos como proveedores de manufacturas y capitales, modificando crucialmente la economía colonial brasileña que ahora podía dedicarse al libre comercio con autorización de su propio rey.
El 7 de marzo el rey y la corte arribaron a Río de Janeiro, donde se establecerían definitivamente y empezarían a funcionar los órganos de la administración pública de Portugal. Esto permitió que en 1815, durante el Congreso de Viena, Juan VI creara el Reino Unido de Portugal, Brasil y Algarve, elevando a Brasil al mismo nivel político que Portugal y permitiendo que diputados brasileños acudieran a las Cortes Portuguesas.
Asimismo el traslado de la élite gubernamental causó que la administración política y económica del imperio colonial portugués (el cual abarcaba territorios también en África y Asia) fuese forzosamente dirigida desde Río de Janeiro, con la consiguiente elevación de la importancia de Brasil dentro del esquema imperial lusitano. Inclusive, cuando en 1816 la anciana reina María I murió en suelo brasileño, Juan VI fue coronado como rey de Portugal de iure y no sólo de facto en la propia Río de Janeiro, a pesar de que la metrópoli estaba libre de franceses desde 1814.

## Consecuencias
Debido a la presencia de la corte portuguesa en Brasil, Juan VI incentivó el comercio y la industria, permitió la impresión de periódicos y libros en territorio brasileño (actividad severamente prohibida por el rey José I de Portugal desde mediados del siglo XVIII), también se impulsó la creación de colegios de medicina, una academia militar, e inclusive el primer banco brasileño (el Banco do Brasil) para dinamizar la economía ante la práctica inexistencia de una metrópoli que pudiera asumir un rol dirigente. Cabe recordar que Juan VI había trasladado a Brasil no sólo a la Corte de Lisboa sino a cientos de burócratas, militares y aristócratas, que reprodujeron en tierras brasileñas el funcionamiento de la administración pública portuguesa en la metrópoli, e introduciendo forzosamente en la maquinaria gubernamental a numerosos brasileños.

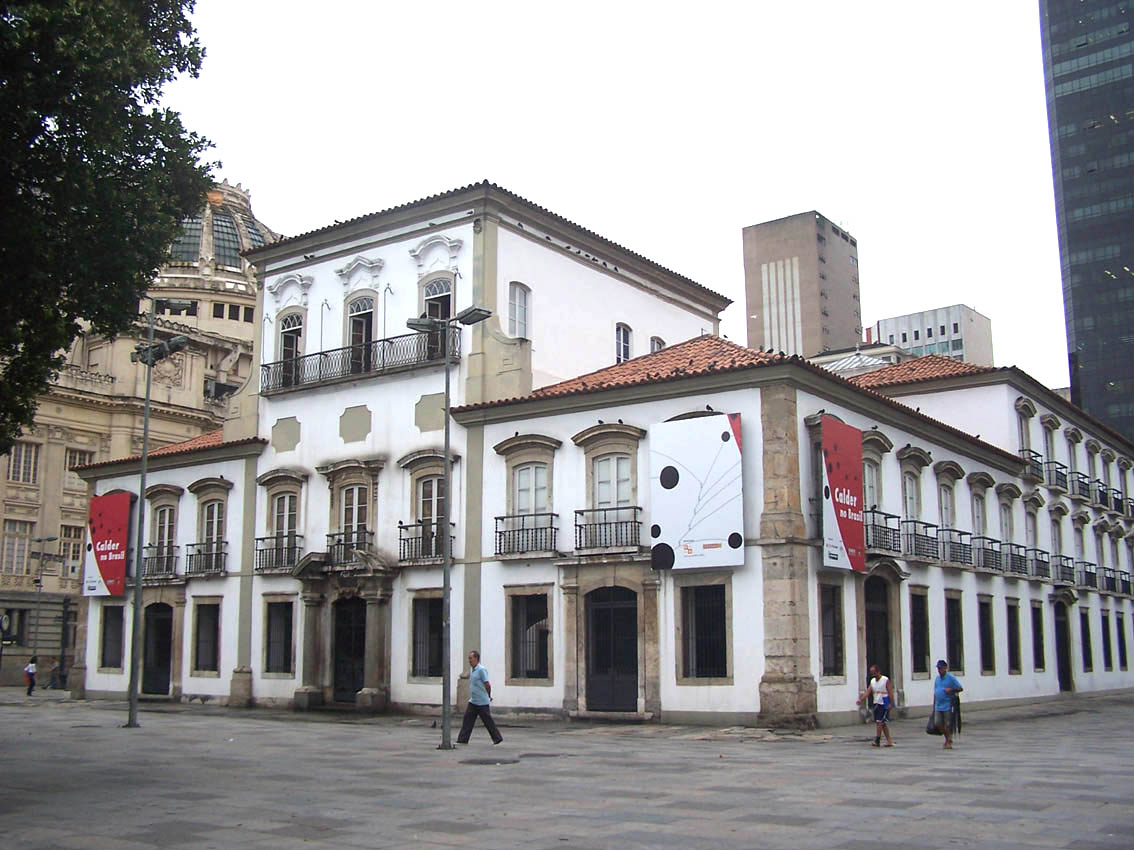
El Paço Imperial, palacio colonial del en Río de Janeiro, usado como sede administrativa por Juan VI de Portugal y luego por Pedro I de Brasil.

El comercio también se dinamizó a extremos desconocidos hasta entonces en Brasil, pues la penetración de comerciantes británicos en pie de igualdad con los portugueses significó una liberalización que rompió el antiguo esquema donde Portugal monopolizaba el comercio exterior de Brasil. Después de que la paz llegase a Europa en 1815 con el Congreso de Viena incluso empezó una pequeña penetración comercial de Francia y Estados Unidos que desplazó aún más a los portugueses.
Antes de 1808 las autoridades portuguesas prohibían la entrada en Brasil de individuos que no fueran nativos de Portugal, pero la llegada de extranjeros quedó permitida para todos los efectos con la llegada de la corte de Juan VI, por lo cual acudieron a Brasil numerosos artistas, científicos, y académicos europeos, impulsando y estimulando el desarrollo de artes y ciencias, muy descuidados en los siglos previos de administración colonial portuguesa. Entre ellos cabe destacar inclusive la llegada de una Misión Cultural Francesa desde 1816, compuesta por variados artistas que dinamizaron la hasta entonces adormilada vida cultural de Brasil y formaron un primer núcleo de brasileños aficionados a las novedades culturales y científicas de Europa, sin pasar por la previa aprobación de la autoridad de la metrópoli en Portugal.
El traslado de instituciones portuguesas a Brasil hizo también que éstas adquiriesen un carácter propiamente brasileño; la existencia de la propia corte en Río de Janeiro alentaba la separación política de Brasil y Portugal, al demostrarse que la colonia estaba bastante dotada de una mayor independencia de hecho en relación con la invadida metrópoli y que inclusive la élite local brasileña estaría preparada para regir sus propios asuntos de manera autónoma. La presencia del rey y su corte impulsó el otorgamiento de cargos públicos a brasileños leales a la Casa de Braganza y la cesión de títulos nobiliarios a éstos, formando una élite política y administrativa que lentamente se equiparaba a los nobles llegados de Portugal.
La prolongada ausencia del rey Juan VI años después del fin de la Guerra Peninsular sumió a Portugal en crisis económica y política, por lo cual el rey debió volver a instalar la corte en Lisboa en 1821, tras la Revolución liberal de Oporto, ante los violentos reclamos de sus súbditos portugueses, sujetos a la autoridad de los jefes militares nativos y las intromisiones de la flota militar británica que seguía en aguas portuguesas. Sin embargo, las autoridades oriundas del Brasil estaban ya acostumbradas a actuar de manera autónoma y no era posible al monarca portugués retornar al statuo quo previo a 1808 sin hacer concesiones políticas a las élites políticas brasileñas que, gracias a la presencia de la corte en Río de Janeiro, habían disfrutado de un poder e influencia desconocidos hasta entonces. 
Ello se hizo evidente cuando el rey Juan VI, ya en Lisboa, ordenó a su hijo y heredero, el príncipe Pedro de Alcántara, acudir a Portugal en 1821; el joven príncipe se negó a ello y radicalizó su posición de permanecer en Brasil a lo largo de 1822, alentado por las autoridades locales. Cuando el rey Juan VI amenazó usar la fuerza para restaurar la obediencia de Brasil hacia Portugal, el príncipe Pedro, con el apoyo de sus súbditos sudamericanos, proclamó la independencia de Brasil el 7 de setiembre de 1822 y fue proclamado monarca del nuevo Imperio del Brasil, tomando el nombre de Pedro I.